# (30786) Karkoschka
(30786) Karkoschka (1988 QC) – planetoida z grupy przecinających orbitę Marsa okrążająca Słońce w ciągu 4,29 lat w średniej odległości 2,64 j.a. Odkryta 18 sierpnia 1988 roku.